# Jun Kunimura

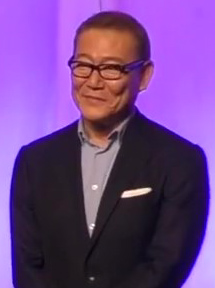
Jun Kunimura (2019)

Jun Kunimura (japanisch 國村 隼 Kunimura Jun; eigentlich Yoshihiro Yonemura (japanisch 米村 喜洋 Yonemura Yoshihiro); * 16. November 1955 in der Präfektur Kumamoto) ist ein japanischer Schauspieler. Er wirkt vor allem in Produktionen aus Japan, Hongkong und Südkorea mit, war aber auch in Hollywood-Filmen wie Quentin Tarantinos Kill Bill – Volume 1 zu sehen.

## Leben
Jun Kunimura wuchs in Amagasaki und Osaka auf, wo er eine Ausbildung als Theaterschauspieler bei der Osaka Broadcasting Corporation machte. Sein Leinwanddebüt gab Kunimura 1973 als Statist im Katastrophenfilm Der Untergang Japans. Seinen ersten kleineren Auftritt in einer US-Produktion erhielt er 1989 als Yashimoto im Actionthriller Black Rain mit Michael Douglas. Im Film wirkte zudem Yūsaku Matsuda mit, den Kunimura als Vorbild und Einfluss für seine Schauspielkarriere nennt. In den folgenden Jahren spielte er unter anderem auch Rollen in Filmproduktionen aus Hongkong, wie zum Beispiel 1992 in Hard Boiled.
1999 war Kunimura in einer größeren Nebenrolle als Yasuhisa Yoshikawa im japanischen Horrorfilm Audition zu sehen. 2001 spielte er in einer kleinen Rolle den Yakuza Funaki in der umstrittenen Mangaverfilmung Ichi the Killer. Größere internationale Bekanntheit erlangte Kunimura vor allem 2003 durch seine Rolle in Quentin Tarantinos Actionfilm Kill Bill – Volume 1. Er spielte dort den Yakuza Boss Tanaka, der während einer Versammlung von der Antagonistin O-Ren Ishii (Lucy Liu) enthauptet wird. Im folgenden Jahr war Kunimura als Major Kumoro in Godzilla: Final Wars zu sehen. 2006 hatte er eine Nebenrolle als Isekan in Hirokazu Koreedas Hana und wirkte im selben Jahr in einer größeren Rolle als Takagi neben Bruno Ganz im deutsch-japanischen Historiendrama Ode an die Freude mit. Ebenfalls 2006 folgte ein Auftritt im Katastrophenfilm Sinking of Japan, eine Neuverfilmung von Kunimuras Leinwanddebüt Der Untergang Japans.
Zu Kunimuras weiteren Arbeiten gehören Nebenrollen in Seide (2007) und im Yakuza-Film Outrage (2010) sowie ein Auftritt als Adeliger in der grotesken Komödie Samurai ohne Schwert (ebenfalls 2010). Im mehrfach ausgezeichneten Drama Like Father, Like Son war er 2013 als Kazushi Kamiyama zu sehen. Im selben Jahr lieh Kunimura der Figur des Hattori in Studio Ghiblis Animationsfilm Wie der Wind sich hebt seine Stimme und hatte eine Nebenrolle an der Seite von Ken Watanabe in The Unforgiven. 2014 trat er als Psychiater im Psycho-Thriller The World of Kanako in Erscheinung.
2015 spielte Jun Kunimura die Rolle des Kubal in der Mangaverfilmung Attack on Titan. Für seine Darbietung als Fremder im südkoreanischen Mystery-Thriller The Wailing – Die Besessenen im Jahr 2016 wurde er mit dem Blue Dragon Award als bester Nebendarsteller ausgezeichnet. In Roland Emmerichs Actiondrama Midway – Für die Freiheit spielte Kunimura 2019 den japanischen Vizeadmiral Nagumo Chūichi. Im folgenden Jahr war er zudem an der Seite von Johnny Depp in Minamata zu sehen.
2023 wirkte Jun Kunimura als Synchronsprecher in Der Junge und der Reiher, dem letzten Film von Hayao Miyazaki, in der Rolle des Parakeet King mit.

## Filmografie (Auswahl)
- 1973: Der Untergang Japans (Nippon Chinbotsu)
- 1989: Black Rain
- 1991: Ōte
- 1992: Hard Boiled (Lashou shentan)
- 1993: Wo liegt der Mond? (Tsuki wa dotchi ni dete iru)
- 1994: Fa kei Siu Lam
- 1994: Tokarefu
- 1996: Lang man feng bao
- 1997: Moe no suzaku
- 1998: Ai o kou hito
- 1999: 39 keihô dai sanjûkyû jô
- 1999: Audition (Ōdishon)
- 2000: Kaosu
- 2000: Kao
- 2000: Gojô reisenki: Gojoe
- 2001: Tsuki no sabaku
- 2001: Ichi the Killer (Koroshiya 1)
- 2002: Tomie: Saishuu-shô – kindan no kajitsu
- 2002: Warau kaeru
- 2002: Alive
- 2002: Gomen
- 2003: Makai tenshô
- 2003: Nain souruzu
- 2003: Kill Bill – Volume 1 (Kill Bill: Vol. 1)
- 2003: Dead End Run
- 2004: Han-ochi
- 2004: Kill Bill – Volume 2 (Kill Bill: Vol. 2; Aufnahmen aus Kill Bill – Volume 1)
- 2004: 69
- 2004: Vital
- 2004: Blood & Bones (Chi to hone)
- 2004: Lady Joker
- 2004: Godzilla: Final Wars (Gojira: Fainaru Wōzu)
- 2005: Lorelei I-507 – Deutsche Wunderwaffe im Pazifik (Lorelei)
- 2005: Kûchû teien
- 2006: Hana (Hana yori mo Naho)
- 2006: Ode an die Freude (Baruto no gakuen)
- 2006: Sinking of Japan (Nippon Chinbotsu)
- 2007: Yajikita dôchû Teresuko
- 2007: Seide (Silk)
- 2008: Die verborgene Festung – Hidden Fortress (Kakushitoride no Sanakunin: Za Rasuto Purinsesu)
- 2008: Kamisama no pazuru
- 2008: Pako to mahô no ehon
- 2008: K-20 – Die Legende der schwarzen Maske (K-20: Kaijin nijû mensô den)
- 2009: Tsurugidake: Ten no ki
- 2010: Outrage
- 2010: Okan no yomeiri
- 2010: Samurai ohne Schwert (Saya-zamurai)
- 2012: Itai: Asu e no tôka kan
- 2013: Yokomichi Yonosuke
- 2013: Like Father, Like Son (Soshite Chichi ni Naru)
- 2013: Wie der Wind sich hebt (Kaze Tachinu; Synchronrolle im japanischen Original)
- 2013: Shônen H
- 2013: Why Don’t You Play in Hell? (Jigoku de naze warui)
- 2013: The Unforgiven (Yurusarezaru Mono)
- 2014: Dakishimetai: Shinjitsu no monogatari
- 2014: The World of Kanako (Kawaki)
- 2014: Parasyte (Kiseijū)
- 2015: Attack on Titan (Shingeki no Kyojin)
- 2015: Parasyte 2 (Kiseijuu: Kanketsuhen)
- 2015: Tenkû no hachi
- 2016: Chihayafuru Part I
- 2016: Chihayafuru Part II
- 2016: The Wailing – Die Besessenen (Gokseong)
- 2016: Shin Godzilla
- 2016: Kaizoku to yobareta otoko
- 2017: Shinobi no kuni
- 2017: JoJo no kimyô na bôken: Daiyamondo wa kudakenai – dai-isshô
- 2017: Notwehr (Zhui bu)
- 2017: Fullmetal Alchemist (Hagane no renkinjutsushi)
- 2018: Chihayafuru: Musubi
- 2019: Midway – Für die Freiheit (Midway)
- 2020: Minamata
- 2021: Kate
- 2023: The Roundup: No Way Out (Beomjoedosi3)
- 2023: Der Junge und der Reiher (Kimitachi wa Dō Ikiru ka; Stimme)